# Prontoacorrerespain
#prontoacorrerespain – piąty minialbum włoskiego piosenkarza Marco Mengoniego wydany 10 czerwca 2014 roku nakładem wytwórni Sony Music. Wydawnictwo promował singel „Imcomparable”, który dotarł do 14. miejsca włoskiej listy przebojów.
Minialbum dotarł do osiemnastego miejsca włoskiej listy najczęściej kupowanych płyt.

## Lista utworów
Opracowano na podstawie materiału źródłowego:
1. „Imcomparable” – 3:35
2. „Nunca se irá” – 3:43
3. „No me detendré” – 3:48
4. „Nunca se irá” (Acoustic Version) – 4:37

## Notowania albumu
| Kraj   | Lista (2014)  | Najwyższe miejsce |
| ------ | ------------- | ----------------- |
| Włochy | Album Top 100 | 18                |